# Liste der Baudenkmäler in Erftstadt
Die Liste der Baudenkmäler in Erftstadt enthält die denkmalgeschützten Bauwerke auf dem Gebiet der Stadt Erftstadt in Nordrhein-Westfalen (Stand: Juni 2024). Diese Baudenkmäler sind in der Denkmalliste der Stadt Erftstadt eingetragen; Grundlage für die Aufnahme ist das Denkmalschutzgesetz Nordrhein-Westfalen (DSchG NRW).

Die Liste ist nach Stadtbezirken sortiert.
| Stadtbezirk     | Liste                                           |
| --------------- | ----------------------------------------------- |
| Ahrem           | siehe Liste der Baudenkmäler in Ahrem           |
| Blessem         | siehe Liste der Baudenkmäler in Blessem         |
| Bliesheim       | siehe Liste der Baudenkmäler in Bliesheim       |
| Borr / Scheuren | siehe Liste der Baudenkmäler in Borr / Scheuren |
| Dirmerzheim     | siehe Liste der Baudenkmäler in Dirmerzheim     |
| Erp             | siehe Liste der Baudenkmäler in Erp             |
| Frauenthal      | siehe Liste der Baudenkmäler in Frauenthal      |
| Friesheim       | siehe Liste der Baudenkmäler in Friesheim       |
| Gymnich         | siehe Liste der Baudenkmäler in Gymnich         |
| Herrig          | siehe Liste der Baudenkmäler in Herrig          |
| Kierdorf        | siehe Liste der Baudenkmäler in Kierdorf        |
| Konradsheim     | siehe Liste der Baudenkmäler in Konradsheim     |
| Köttingen       | siehe Liste der Baudenkmäler in Köttingen       |
| Lechenich       | siehe Liste der Baudenkmäler in Lechenich       |
| Liblar          | siehe Liste der Baudenkmäler in Liblar          |
| Mellerhöfe      | siehe Liste der Baudenkmäler in Mellerhöfe      |
| Niederberg      | siehe Liste der Baudenkmäler in Niederberg      |